# Erígone

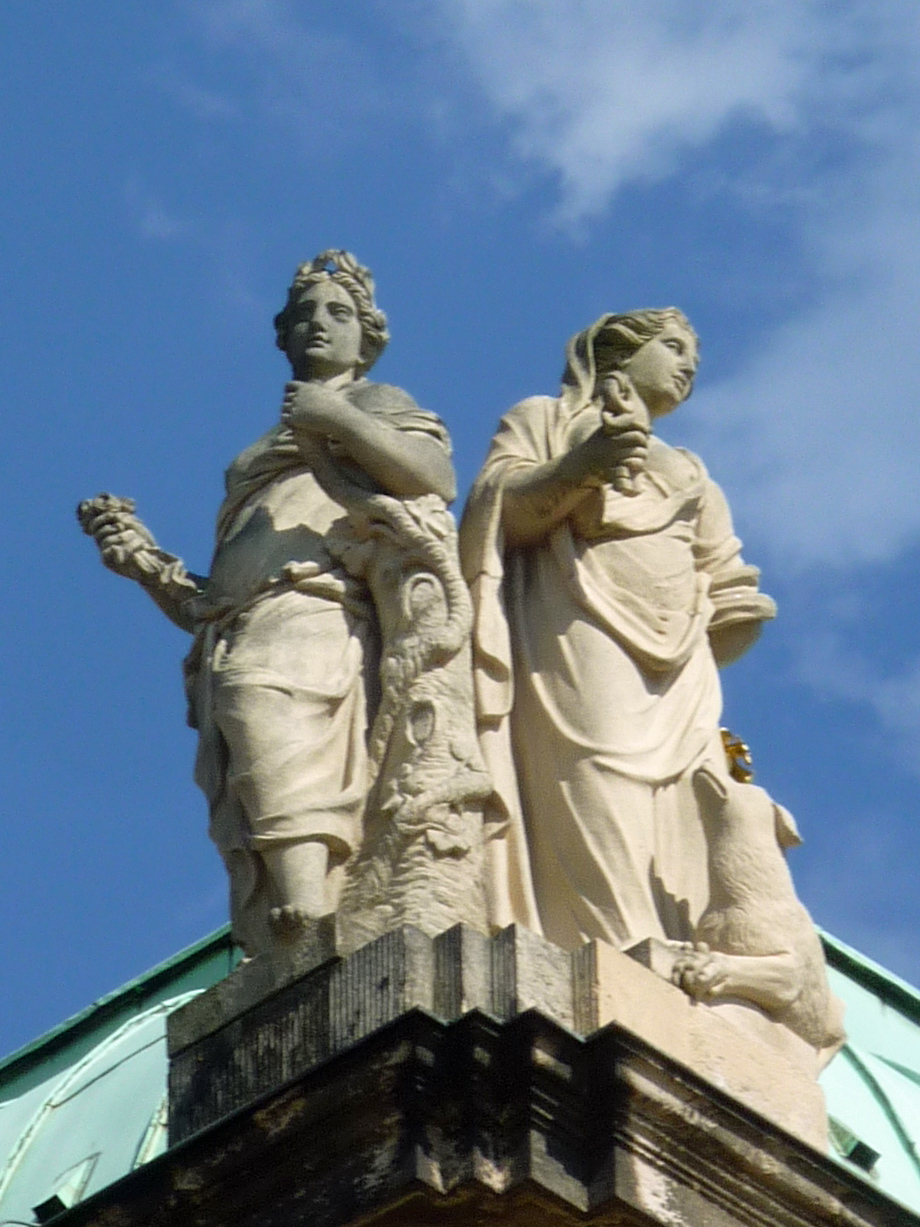
Erígone, a la izquierda, acompañada de Hécate, pabellón alemán del Zwinger de Dresde.

Evítese la confusión con Erígone, hija de Icario.
En la mitología griega, Erígone (en griego antiguo: Ἠριγόνη Ērigónē) era hija de Egisto y Clitemnestra, reyes de Micenas.

## Familia enfrentada
Erígone es un personaje trágico de la casa de Atreo, acosada por luchas intestinas: Egisto mató a su tío Atreo, Agamenón mató a Tántalo, hermano de Egisto y marido de Clitemnestra, Egisto y Clitemnestra mataron a Agamenón, y Orestes mató a Egisto y a Clitemnestra, su propia madre.

## Nacimiento
El padre de Erígone, Egisto, era hijo de Pelopia, hija de Tiestes, siendo el nacimiento de Egisto fruto de una violación de Tiestes a su propia hija. La madre, Clitemnestra, hija de Leda y de Tindáreo, fue esposa de Agamenón y conspiró con Egisto para matar a su esposo. Tras la muerte de Agamenón, Egisto fue rey de Micenas.

## Princesa de Micenas
Después de que Orestes, hijo de Agamenón y Clitemnestra, para vengar la muerte de su padre matara a Egisto y a su propia madre, y de que, atormentado por las Furias, huyera a la corte del rey Toante, en Táuride, Aletes, hijo de Egisto, creyendo que ningún Atrida había sobrevivido, tomó el poder en Micenas. Cuando Orestes regresó, mató a Aletes y estuvo a punto de matar a Erígone, pero no lo hizo porque la diosa Artemisa intervino, la salvó llevándola al Ática y la convirtió en una sacerdotisa suya.

## Descendencia
Erígone fue madre de Pentilo, hijo ilegítimo tenido con Orestes, pese a ser ambos progenitores hermanos de madre. En algunas versiones, Erígone se ahorca tras dar a luz, aunque puede deberse a una confusión con otra Erígone, hija de Icario. 